# コリングIF
コリングIF（デンマーク語: Kolding IF）は、デンマーク・コリングを本拠地とするサッカークラブ。2023-24シーズンはデンマーク・ファーストディビジョンに所属している。

## 概要
コリングIFは1895年10月15日に創設されたが、設立から70年近くはアマチュアクラブとして活動していた。1970年代以降は当時の2部リーグにあたるセカンドディビジョンでシーズンを戦うことが増え、1974シーズンに1部であるファーストディビジョンへ昇格した。
2002年にはコリングIFとコリングBKと合併し、コリングFCが誕生した。しかし、コリングFCは2011年から2013年までヴェイレBKとさらに合併していたため、コリングIFが独立したクラブとして活動を再開したのは2013-14シーズンからになる。

## タイトル

### 国内タイトル
- デンマーク・セカンドディビジョン : 1回
  - 2022-23

### 国際タイトル
- なし

## 過去の成績
| シーズン | リーグ戦               | リーグ戦 | リーグ戦 | リーグ戦 | リーグ戦 | リーグ戦 | リーグ戦 | リーグ戦 | リーグ戦 | デンマーク・カップ |
| シーズン | ディビジョン           | 試       | 勝       | 分       | 敗       | 得       | 失       | 点       | 順位     | デンマーク・カップ |
| -------- | ---------------------- | -------- | -------- | -------- | -------- | -------- | -------- | -------- | -------- | ------------------ |
| 2014-15  | セカンドディビジョン   | 30       | 13       | 7        | 10       | 62       | 44       | 46       | 6位      | 1回戦敗退          |
| 2015-16  | セカンドディビジョン   | 30       | 9        | 5        | 16       | 52       | 64       | 39       | 19位     | 3回戦敗退          |
| 2016-17  | セカンドディビジョン   | 22       | 12       | 4        | 6        | 42       | 24       | 40       | 3位      | 2回戦敗退          |
| 2017-18  | セカンドディビジョン   | 22       | 9        | 6        | 7        | 28       | 28       | 33       | 5位      | 2回戦敗退          |
| 2018-19  | セカンドディビジョン   | 33       | 19       | 9        | 5        | 65       | 31       | 66       | 2位      | 準々決勝敗退       |
| 2019-20  | ファーストディビジョン | 33       | 13       | 8        | 12       | 50       | 49       | 47       | 6位      | 2回戦敗退          |
| 2020-21  | ファーストディビジョン | 32       | 7        | 11       | 14       | 31       | 49       | 32       | 11位     | 3回戦敗退          |
| 2021-22  | セカンドディビジョン   | 32       | 11       | 11       | 10       | 41       | 30       | 44       | 8位      | 準々決勝敗退       |
| 2022-23  | セカンドディビジョン   | 32       | 21       | 6        | 5        | 64       | 25       | 69       | 1位      | 2回戦敗退          |

## 歴代所属選手
- ヤン・メルビー 1981-1982
- ニキ・ジムリング 2021-2022